# Hotel Arts
41°23′12″N 2°11′46″Ø / 41.38667°N 2.19611°Ø
Hotel Arts er et 43-etagers luksushotel ved stranden ved Barceloneta i Barcelona. Hotellet drives af kæden Ritz-Carlton.
Bygningen stod færdig i 1994 og har en højde på 154 meter. Den er tegnet af Skidmore, Owings & Merrill og er et eksempel på strukturel impressionisme . Sammen med Torre Mapfre, skyskraberen ved siden af Hotel Arts, er den blevet et kendemærke i Barcelona. De to bygninger er byens højeste.
e
I 2006 blev hele hotellet renoveret, og man installerede ny teknologi og renoverede værelserne for at øge standarden.